# Астрономическая обсерватория Казанского университета
Астрономическая обсерватория Казанского федерального университета (тат. Казан федераль университетының астрономия обсерваториясе) — российская астрономическая обсерватория, расположенная в Казани на высоте 75 метров над уровнем моря. Существует на базе кафедры астрономии Казанского университета, основанной в 1810 году Йозефом Иоганном Литровым. 19 сентября 2023 года обсерватория была включена в список Всемирного наследия ЮНЕСКО.

## Директора обсерватории
1. 1838—1855 Симонов, Иван Михайлович
2. 1855—1884 Ковальский, Мариан Альбертович
3. 1884—1918 Дубяго, Дмитрий Иванович
4. 1918—1941 Баранов, Владимир Андреевич
5. 1941—1957 Дюков, Иван Александрович
6. 1957—1959 Дубяго, Александр Дмитриевич
7. 1959—1987 Хабибуллин, Шаукат Таипович
8. 1987—2014 Сахибуллин, Наиль Абдуллович
9. 2014—2020 Бикмаев, Ильфан Фяритович
10. 2020—н. в. Безменов, Владимир Михайлович

## История кафедры астрономии Казанского университета
Кафедра астрономии Императорского Казанского университета была основана в 1810 году Йозефом Иоганном Литровым. С 1925 по 1946 год наряду с кафедрой астрономии существовала кафедра геодезии, с 1937 года именовавшаяся кафедрой геодезии и гравиметрии. Её возглавляли в разное время К. К. Дубровский (1925—1931), А. А. Яковкин (1931—1937), И. А. Дюков (1937—1941), А. Д. Дубяго (1941—1946). Кафедра астрономии с конца 1930-х годов именовалась кафедрой астрометрии (заведующие В. А. Баранов (1937—1941), И. А. Дюков (1941—1947)). Кроме того, с 1939 по 1947 год, а затем с 1951 по 1954 год существовала кафедра астрофизики под руководством Д. Я. Мартынова, а с 1945 года — кафедра теоретической астрономии под руководством А. Д. Дубяго. В 1947 году из-за недостаточного контингента студентов произошло объединение четырёх астрономических кафедр в одну — кафедру астрономии под общим руководством профессора И. А. Дюкова.

## История обсерватории

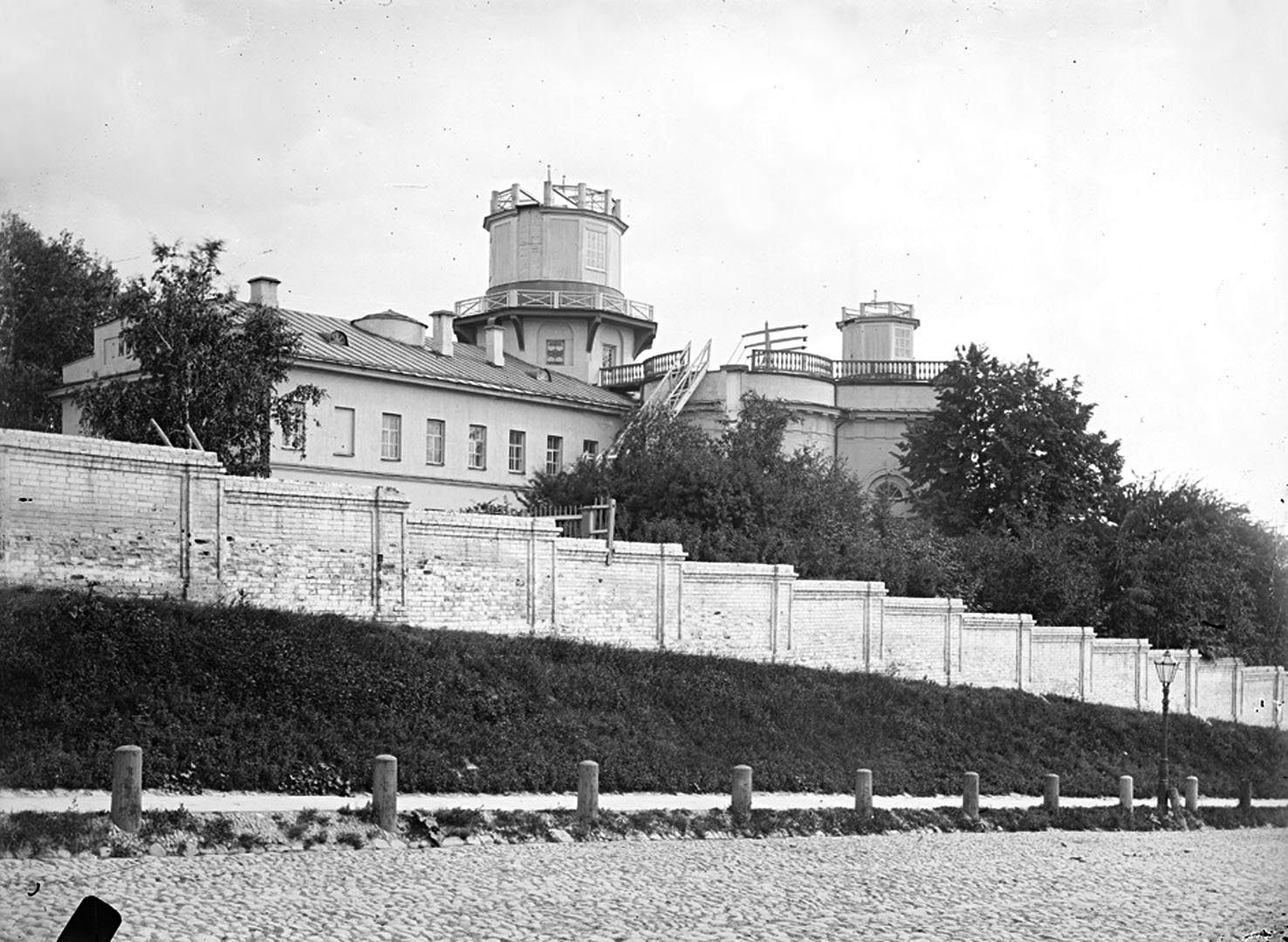
Вид обсерватории с Поперечно-Воскресенской улицы в 1894 году. Со 2 ноября 1927 года улица называется Астрономической.

В 1811 году Й. И. Литров предложил основать обсерваторию при кафедре астрономии Императорского Казанского университета.
11 ноября 1814 года начались наблюдения на небольшой обсерватории (временная постройка) над каменной сторожкой в университетском ботаническом саду.
В 1822 году обсерватория была временно размещена в деревянной галерее (часть квартиры И. М. Симонова).
В 1827 году постоянным местом обсерватории был выбран университетский двор, в 1833 году началось строительство здания обсерватории.
В 1835 году в мастерской Фраунгофера был заказан 23-см (9 дюймов) рефрактор.
В 1837 году завершилась постройка постоянного здания обсерватории, и в июне того же года в нём были произведены первые наблюдения.
В 1838 году 9-дюймовый рефрактор был установлен в полностью подвижной главной башне.
Официальной датой рождения астрономической обсерватории университета было принято 13 апреля 1838 года, когда в новом здании обсерватории начались постоянные наблюдения (на Венском меридианном круге).
23 февраля 1885 года была образована служба времени: в окне кафедры были выставлены часы, показывавшие точное казанское среднее время.

## Наблюдатели АО КГУ и их объекты наблюдений

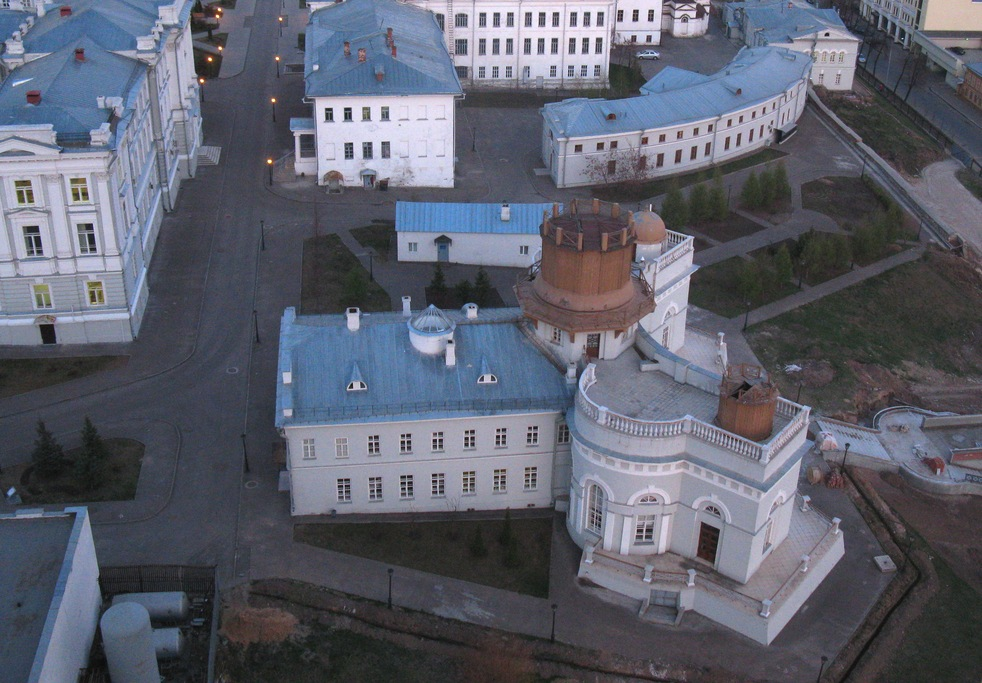
Вид обсерватории с высоты 13 этажа учебного корпуса Физического факультета Казанского университета

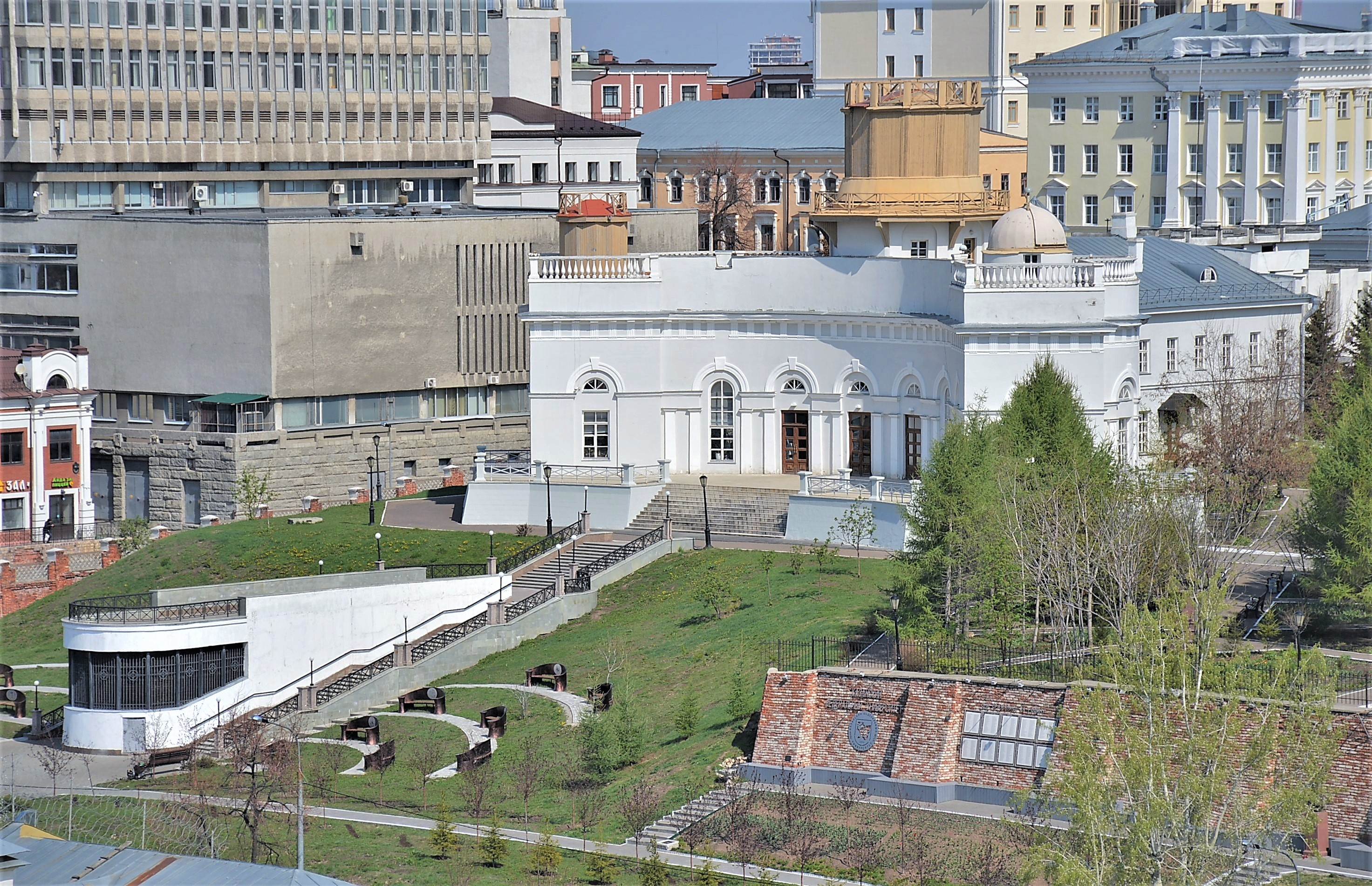
Вид обсерватории с колокольни Богоявленского собора (с приближением)

- И. М. Симонов (1838—1840): Уран, Церера, (2) Паллада, звёзды в меридиане, метеорологические наблюдения, магнитное склонение.
- М. В. Ляпунов (1840—1850): малые планеты, звёзды до 7 зв. вел., туманность Ориона.
- М. А. Ковальский (1863—1869) каталог звёзд до 10-й звёздной величины по международной программе для участков неба от 90 до 80 градусов по склонению (4200 звёзд); Солнце и звёзды с целью изучения рефракции на горизонте, астрометрия Нептуна.
- В 1874 году в обсерватории Казанского университета проводились наблюдения прохождения Венеры по диску Солнца.
- П. С. Порецкий (1876—1889): меридианные наблюдения звезд, наблюдения планеты Марс, кометы 1881 года.
- А. В. Краснов (1895—1898): физическая либрация Луны, на основе наблюдений кратера Мёстинг А на гелиометре, положения двойных звёзд и планет-гигантов, малая планета (247) Эвкрата, гравиметрия (точное значение ускорения силы тяжести для подвала казанской городской обсерватории).
- Я. П. Корнух-Троцкий (1890—1898): наблюдения на меридианном круге звёзд с целью определения точного времени и Луну, на рефракторе — затмение Солнца, спутники Юпитера и покрытия Луной, на пассажном инструменте следил за изменяемостью широты Казанской обсерватории. С 1896 года ему был передан большой рефрактор для наблюдений двойных звёзд.
- В. А. Баранов (1892—1901): был пионером в наблюдениях над изменяемостью широты.
- Д. И. Дубяго (1892—1901): систематические наблюдения малых планет, комет и двойных звёзд.
- 10 февраля 1901 года профессорским стипендиатом Ивановским и студентом Писаревым была замечена новая звезда в Персее (новая Персея 1901 года, независимо от официального первооткрывателя Андерсона в Эдинбурге).

## Основные тематики современных исследований
Вскоре после окончания Великой Отечественной войны оптические наблюдения в городской обсерватории Казанского университета были прекращены в связи с высокой засветкой центральной части города. На базе кафедры астрономии КГУ проводится обучение студентов и аспирантов, а также научные работы.
- «Изучение физики небесных тел»: моделированию звёздных спектров на основе отказа от ЛТР (научный руководитель проф. Н. А. Сахибуллин)
- «Координатно-временное обеспечение астрономии и геодезии»: исследование движения комет, метеоров, астероидов; наблюдение звёзд и создание звёздных каталогов; исследования изменяемости широты и аномалий рефракции (руководитель проф. Н. Г. Ризванов).

## Основные инструменты
- Рефрактор Мерц (нем. Merz) производства Фраунгофера, D=9 дюймов, F=4 метра (астрометрия, визуальные покрытия звёзд Луной)
- Гелиометр Репсольда
- Труба Джорджа Доллонда (переносной инструмент для наблюдений покрытий звёзд Луною)
- Венский меридианный круг (после пожара 1842 года заменён на новый, заказанный немецкому мастеру Репсольду)
- Экваториал
- Большой пассажный инструмент
- Часы точного времени (с 23 февраля 1885 года)

## Известные сотрудники обсерватории
- Дубяго, Дмитрий Иванович
- Лобачевский, Николай Иванович
- Ковальский, Мариан Альбертович
- Ляпунов, Михаил Васильевич
- Симонов, Иван Михайлович
- Мартынов, Дмитрий Яковлевич
- Порецкий, Платон Сергеевич — работал в Казанской обсерватории 1876—1889 годах. Сначала астрономом-наблюдателем, с 1886 года в должности приват-доцента[2].

## Достижения обсерватории
4 мая 1983 года в Казани В. Капковым было проведено успешное наблюдение покрытия звезды 8,6 зв. вел. астероидом (2) Паллада. Это было первое достоверное наблюдение покрытия звезды астероидом на территории России и четвертое в границах СССР.
19 сентября 2023 года обсерватория была включена в список Всемирного наследия ЮНЕСКО.